# Sabir Hadjiyev (homme politique)
Sabir Hadjiyev, né le 5 octobre 1954 à Göyçay, est un homme politique azerbaïdjanais, membre des IIIe, IVe, Ve et VIe législatures de l'Assemblée nationale d'Azerbaïdjan.

## Biographie
Sabir Hadjiyev est né le 5 octobre 1954 à Göyçay. Il est diplômé de la faculté de droit de l'université d'État de Bakou. Il parle anglais et russe.

### Carrière
En 1990-1992, il a été chef du département de droit de l'État du cabinet du président de la république d'Azerbaïdjan, conseiller d'État de la république d'Azerbaïdjan sur la politique juridique.
Sabir Hadjiyev est membre du comité de la politique juridique et de la construction de l'État de l'Assemblée nationale. Il est membre de groupes de travail sur les relations avec les parlements des États-Unis, du Luxembourg, de Pologne, de Russie et d'Ukraine. Il est membre de la délégation azerbaïdjanaise à l'Assemblée parlementaire du Conseil de l'Europe.

### Famille
Sabir Hadjiyev est marié et a deux enfants.